# Konarzew (Grande-Pologne)
Pour les articles homonymes, voir Konarzew.
Konarzew (prononciation : [kɔˈnaʐɛf]) est un village polonais de la gmina de Zduny dans le powiat de Krotoszyn de la voïvodie de Grande-Pologne dans le centre-ouest de la Pologne.
Il se situe à environ 5 kilomètres au nord de Zduny (siège de la gmina), à 4 kilomètres à l'ouest de Krotoszyn (siège du powiat) et à 86 kilomètres au sud de Poznań (capitale régionale).
Le village possède une population de 700 habitants.

## Histoire
De 1975 à 1998, le village faisait partie du territoire de la voïvodie de Kalisz.

Depuis 1999, Konarzew est situé dans la voïvodie de Grande-Pologne.